# First Division 1984-1985
La First Division 1984-1985  (nota anche come Canon First Division 1984-1985 per ragioni di sponsorizzazione) è stata la 86ª edizione della massima serie del campionato inglese di calcio, disputata tra il 25 agosto 1984 e il 28 maggio 1985 e concluso con la vittoria del Everton, al suo ottavo titolo.
Capocannonieri del torneo sono stati Kerry Dixon (Chelsea) e Gary Lineker (Leicester City) con 24 reti ciascuno.

## Stagione

### Novità
Al posto delle retrocesse Birmingham City, Notts County e Wolverhampton sono saliti dalla Second Division il Chelsea, lo Sheffield Weds e il Newcastle Utd.

### Avvenimenti
Dalla bagarre iniziale, in cui si distinsero il Newcastle Utd, il QPR e il Nottingham Forest, si staccò alla nona giornata l'Arsenal, capace di battere un Everton autore di un inizio negativo. I Gunners mantennero il primato fino a inizio novembre, quando una sconfitta a Highbury contro il Manchester Utd diede il via libera all'Everton che nel frattempo era risalito dal fondo classifica battendo i Red Devils per 5-0 e, prima ancora, i concittadini del Liverpool. I Toffees tentarono la fuga, venendo ostacolati da un Tottenham in grado di piazzare il sorpasso a due gare dalla conclusione del girone di andata e di condurre la classifica a braccetto con gli avversari fino alla ventiquattresima, quando una vittoria contro il Newcastle Utd permise all'Everton di riprendere il comando solitario. Grazie anche alla vittoria nello scontro diretto del 3 aprile, l'Everton poté andare in fuga sugli Spurs accumulando, a fine aprile, un vantaggio di undici punti sugli avversari che consentirà alla squadra di mettere le mani sul titolo con sei gare ancora da disputare.
Le giornate successive destarono quindi interesse per la lotta in zona UEFA, allargata dalla finale di FA Cup tra l'Everton campione e il Manchester Utd: a battere la concorrenza dell'Arsenal e del neopromosso Chelsea fu il Southampton. Tutti i verdetti furono tuttavia annullati dopo il 30 maggio quando, all'indomani della strage dell'Heysel, la UEFA deliberò il bando a tempo indeterminato delle squadre inglesi dalle competizioni continentali. La squalifica riguardò anche il Norwich City, vincitore della Coppa di Lega ma retrocesso in Second Division perché sopravanzato all'ultima giornata da un Coventry City vittorioso contro un Everton ormai privo di obiettivi da raggiungere. Gli Yellow si unirono allo Stoke City, che già in grave ritardo sulle altre concorrenti ottenne sei punti durante il girone di ritorno, e il Sunderland, finalista perdente della Coppa di Lega e fuori dai giochi con due gare di anticipo.

## Squadre partecipanti
| Club              | Stagione | Città               | Stadio            | Stagione precedente                   |
| ----------------- | -------- | ------------------- | ----------------- | ------------------------------------- |
| Arsenal           | dettagli | Londra              | Arsenal Stadium   | 6º posto in First Division            |
| Aston Villa       | dettagli | Birmingham          | Villa Park        | 10º posto in First Division           |
| Chelsea           | dettagli | Londra              | Stamford Bridge   | 1º posto in Second Division, promosso |
| Coventry City     | dettagli | Coventry            | Highfield Road    | 19º posto in First Division           |
| Everton           | dettagli | Liverpool           | Goodison Park     | 7º posto in First Division            |
| Ipswich Town      | dettagli | Ipswich             | Portman Road      | 12º posto in First Division           |
| Leicester City    | dettagli | Leicester           | Filbert Street    | 15º posto in First Division           |
| Liverpool         | dettagli | Liverpool           | Anfield           | 1º posto in First Division            |
| Luton Town        | dettagli | Luton               | Kenilworth Road   | 16º posto in First Division           |
| Manchester Utd    | dettagli | Manchester          | Old Trafford      | 4º posto in First Division            |
| Newcastle Utd     | dettagli | Newcastle upon Tyne | St James' Park    | 3º posto in Second Division, promosso |
| Norwich City      | dettagli | Norwich             | Carrow Road       | 14º posto in First Division           |
| Nottingham Forest | dettagli | Nottingham          | City Ground       | 3º posto in First Division            |
| QPR               | dettagli | Londra              | Loftus Road       | 5º posto in First Division            |
| Sheffield Weds    | dettagli | Sheffield           | Hillsborough Park | 2º posto in Second Division, promosso |
| Southampton       | dettagli | Southampton         | The Dell          | 2º posto in First Division            |
| Stoke City        | dettagli | Stoke-on-Trent      | Victoria Ground   | 18º posto in First Division           |
| Sunderland        | dettagli | Sunderland          | Roker Park        | 13º posto in First Division           |
| Tottenham         | dettagli | Londra              | White Hart Lane   | 8º posto in First Division            |
| Watford           | dettagli | Watford             | Vicarage Road     | 11º posto in First Division           |
| West Bromwich     | dettagli | West Bromwich       | The Hawthorns     | 17º posto in First Division           |
| West Ham Utd      | dettagli | Londra              | Boleyn Ground     | 9º posto in First Division            |

## Allenatori e primatisti
| Club              | Allenatore                                   | Calciatore più presente                       | Cannoniere                                   |
| ----------------- | -------------------------------------------- | --------------------------------------------- | -------------------------------------------- |
| Arsenal           | Don Howe                                     | Viv Anderson Brian Talbot (41)                | Ian Allinson Brian Talbot Tony Woodcock (10) |
| Aston Villa       | Graham Turner                                | Colin Gibson Peter Withe (40)                 | Paul Rideout (14)                            |
| Chelsea           | John Neal                                    | Nigel Spackman (42)                           | Kerry Dixon (24)                             |
| Coventry City     | Bobby Gould (1ª-21ª) Don Mackay (22ª-42ª)    | Steve Ogrizovic (42)                          | Terry Gibson (15)                            |
| Everton           | Howard Kendall                               | Neville Southall (42)                         | Graeme Sharp (21)                            |
| Ipswich Town      | Bobby Ferguson                               | Terry Butcher Eric Gates Romeo Zondervan (41) | Gary Lineker (24)                            |
| Leicester City    | Gordon Milne                                 | Stephen Lynex John O'Neill (40)               | Paul Rideout (14)                            |
| Liverpool         | Joe Fagan                                    | Bruce Grobbelaar Phil Neal (42)               | John Wark (18)                               |
| Luton Town        | David Pleat                                  | Mal Donaghy Brian Stein (40)                  | Mick Harford (15)                            |
| Manchester Utd    | Ron Atkinson                                 | Gordon Strachan (41)                          | Mark Hughes (16)                             |
| Newcastle Utd     | Jack Charlton                                | Malcolm Brown (39)                            | Peter Beardsley (17)                         |
| Norwich City      | Ken Brown                                    | Paul Haylock (41)                             | John Deehan (13)                             |
| Nottingham Forest | Brian Clough                                 | Steve Hodge (42)                              | Peter Davenport (16)                         |
| QPR               | Alan Mullery (1ª-17ª) Frank Sibley (18ª-42ª) | Gary Bannister Ian Dawes Peter Hucker (42)    | Gary Bannister (17)                          |
| Sheffield Weds    | Howard Wilkinson                             | Martin Hodge (42)                             | Imre Váradi (16)                             |
| Southampton       | Lawrie McMenemy                              | Mick Mills (42)                               | Joe Jordan (12)                              |
| Stoke City        | Richie Barker (1ª-18ª) Bill Asprey (19ª-42ª) | Ian Painter (38)                              | Ian Painter (6)                              |
| Sunderland        | Len Ashurst                                  | Chris Turner (42)                             | Clive Walker (10)                            |
| Tottenham         | Peter Shreeves                               | Ray Clemence Mark Falco Steve Perryman (42)   | Mark Falco (22)                              |
| Watford           | Graham Taylor                                | Luther Blissett (41)                          | Luther Blissett (21)                         |
| West Bromwich     | Johnny Giles                                 | Garry Thompson (42)                           | Garry Thompson (19)                          |
| West Ham Utd      | John Lyall                                   | Tony Cottee (40)                              | Tony Cottee (17)                             |

## Classifica finale
|        | Pos. | Squadra           | Pt | G  | V  | N  | P  | GF | GS | DR  |
| ------ | ---- | ----------------- | -- | -- | -- | -- | -- | -- | -- | --- |
|        | 1.   | Everton           | 90 | 42 | 28 | 6  | 8  | 88 | 43 | +45 |
|        | 2.   | Liverpool         | 77 | 42 | 22 | 11 | 9  | 68 | 35 | +33 |
|        | 3.   | Tottenham         | 77 | 42 | 23 | 8  | 11 | 78 | 51 | +27 |
| [ 21 ] | 4.   | Manchester Utd    | 76 | 42 | 22 | 10 | 10 | 77 | 47 | +30 |
|        | 5.   | Southampton       | 68 | 42 | 19 | 11 | 12 | 56 | 47 | +9  |
|        | 6.   | Chelsea           | 66 | 42 | 18 | 12 | 12 | 63 | 48 | +15 |
|        | 7.   | Arsenal           | 66 | 42 | 19 | 9  | 14 | 61 | 49 | +12 |
|        | 8.   | Sheffield Weds    | 65 | 42 | 17 | 14 | 11 | 58 | 45 | +13 |
|        | 9.   | Nottingham Forest | 64 | 42 | 19 | 7  | 16 | 56 | 48 | +8  |
|        | 10.  | Aston Villa       | 56 | 42 | 15 | 11 | 16 | 60 | 60 | +0  |
|        | 11.  | Watford           | 55 | 42 | 14 | 13 | 15 | 81 | 71 | +10 |
|        | 12.  | West Bromwich     | 55 | 42 | 16 | 7  | 19 | 58 | 62 | -4  |
|        | 13.  | Luton Town        | 54 | 42 | 15 | 9  | 18 | 57 | 61 | -4  |
|        | 14.  | Newcastle Utd     | 52 | 42 | 13 | 13 | 16 | 55 | 70 | -15 |
|        | 15.  | Leicester City    | 51 | 42 | 15 | 6  | 21 | 65 | 73 | -8  |
|        | 16.  | West Ham Utd      | 51 | 42 | 13 | 12 | 17 | 51 | 68 | -17 |
|        | 17.  | Ipswich Town      | 50 | 42 | 13 | 11 | 18 | 46 | 57 | -11 |
|        | 18.  | Coventry City     | 50 | 42 | 15 | 5  | 22 | 47 | 64 | -17 |
|        | 19.  | QPR               | 50 | 42 | 13 | 11 | 18 | 53 | 72 | -19 |
| [ 22 ] | 20.  | Norwich City      | 49 | 42 | 13 | 10 | 19 | 46 | 64 | -18 |
|        | 21.  | Sunderland        | 40 | 42 | 10 | 10 | 22 | 40 | 62 | -22 |
|        | 22.  | Stoke City        | 17 | 42 | 3  | 8  | 31 | 24 | 91 | -67 |

Legenda:
      Campione d'Inghilterra.
      Retrocesse in Second Division 1985-1986.
Regolamento:
Tre punti a vittoria, uno a pareggio, zero a sconfitta.
A parità di punti le squadre venivano classificate secondo la differenza reti.
Note:
Per effetto della squalifica irrogata dalla UEFA ai club inglesi in seguito alla strage dell'Heysel Everton (qualificato alla Coppa dei Campioni), Manchester Utd (qualificato alla Coppa delle Coppe), Liverpool, Tottenham, Southampton e Norwich City (qualificate alla Coppa UEFA) non ottengono l'accesso alle coppe europee.

### Squadra campione
| Formazione tipo | Giocatori (presenze)   |
| --- | ---------------------- |
| Southall Ratcliffe Mountfield v.d. Hauwe Stevens Bracewell Reid Steven Sheedy Sharp Gray | Neville Southall (42)  |
| Southall Ratcliffe Mountfield v.d. Hauwe Stevens Bracewell Reid Steven Sheedy Sharp Gray | Kevin Ratcliffe (40)   |
| Southall Ratcliffe Mountfield v.d. Hauwe Stevens Bracewell Reid Steven Sheedy Sharp Gray | Derek Mountfield (37)  |
| Southall Ratcliffe Mountfield v.d. Hauwe Stevens Bracewell Reid Steven Sheedy Sharp Gray | Pat van den Hauwe (31) |
| Southall Ratcliffe Mountfield v.d. Hauwe Stevens Bracewell Reid Steven Sheedy Sharp Gray | Gary Stevens (37)      |
| Southall Ratcliffe Mountfield v.d. Hauwe Stevens Bracewell Reid Steven Sheedy Sharp Gray | Paul Bracewell (37)    |
| Southall Ratcliffe Mountfield v.d. Hauwe Stevens Bracewell Reid Steven Sheedy Sharp Gray | Peter Reid (36)        |
| Southall Ratcliffe Mountfield v.d. Hauwe Stevens Bracewell Reid Steven Sheedy Sharp Gray | Trevor Steven (40)     |
| Southall Ratcliffe Mountfield v.d. Hauwe Stevens Bracewell Reid Steven Sheedy Sharp Gray | Kevin Sheedy (29)      |
| Southall Ratcliffe Mountfield v.d. Hauwe Stevens Bracewell Reid Steven Sheedy Sharp Gray | Graeme Sharp (37)      |
| Southall Ratcliffe Mountfield v.d. Hauwe Stevens Bracewell Reid Steven Sheedy Sharp Gray | Andy Gray (26)         |
| Altri giocatori: Adrian Heath (17), John Bailey (15), Kevin Richardson (15), Alan Harper (13), Terry Curran (9), Ian Atkins (6), Paul Wilkinson (5), Darren Hughes (2), Rob Wakenshaw (2), Jason Danskin (1), John Morrissey (1), Darren Oldroyd (1), Neill Rimmer (1), Derek Walsh (1) |                        |

## Statistiche

### Squadre

#### Capoliste solitarie
Fonte:
|    | —— | —— | —— | ——  | —— | —— | —— | ——      | ——      | ——      | ——      | ——      | ——      | ——      | ——      | ——      | ——      | ——      | ——      | ——  | ——  | ——  | ——      | ——      | ——      | ——      | ——      | ——      | ——      | ——      | ——      | ——      | ——      | ——      | ——      | ——      | ——      | ——      | ——      | ——      | ——      | —— |  |
|    |    | NU |    | QPR | NF |    |    | Arsenal | Arsenal | Arsenal | Arsenal | Everton | Everton | Everton | Everton | Everton | Everton | Everton | Everton |     |     |     | Everton | Everton | Everton | Everton | Everton | Everton | Everton | Everton | Everton | Everton | Everton | Everton | Everton | Everton | Everton | Everton | Everton | Everton | Everton |    |  |
|    |    |    |    |     |    |    |    |         |         |         |         |         |         |         |         |         |         |         |         |     |     |     |         |         |         |         |         |         |         |         |         |         |         |         |         |         |         |         |         |         |         |    |  |
|    |    |    |    |     |    |    |    |         |         |         |         |         |         |         |         |         |         |         |         |     |     |     |         |         |         |         |         |         |         |         |         |         |         |         |         |         |         |         |         |         |         |    |  |
| 1ª | 2ª | 3ª | 4ª | 5ª  | 6ª | 7ª | 8ª | 9ª      | 10ª     | 11ª     | 12ª     | 13ª     | 14ª     | 15ª     | 16ª     | 17ª     | 18ª     | 19ª     | 20ª     | 21ª | 22ª | 23ª | 24ª     | 25ª     | 26ª     | 27ª     | 28ª     | 29ª     | 30ª     | 31ª     | 32ª     | 33ª     | 34ª     | 35ª     | 36ª     | 37ª     | 38ª     | 39ª     | 40ª     | 41ª     | 42ª     |    |  |

#### Classifiche di rendimento

##### Rendimento andata-ritorno
| Andata              | Andata | Ritorno             | Ritorno |
|                     |        |                     |         |
| Tottenham           | 40     | Everton             | 50      |
| Everton             | 40     | Liverpool           | 46      |
| Manchester Utd      | 38     | Manchester Utd      | 38      |
| Arsenal             | 36     | Tottenham           | 37      |
| West Bromwich       | 34     | Southampton         | 34      |
| Southampton         | 34     | Chelsea             | 34      |
| Nottingham Forest   | 33     | Luton Town          | 33      |
| Chelsea             | 32     | Sheffield Wednesday | 33      |
| Sheffield Wednesday | 32     | Aston Villa         | 31      |
| Liverpool           | 31     | Nottingham Forest   | 31      |
| Norwich City        | 30     | Coventry City       | 31      |
| Leicester City      | 28     | Ipswich Town        | 31      |
| West Ham Utd        | 28     | Watford             | 30      |
| Sunderland          | 26     | Arsenal             | 30      |
| Watford             | 25     | Newcastle Utd       | 27      |
| Newcastle Utd       | 25     | QPR                 | 27      |
| Aston Villa         | 25     | Leicester City      | 23      |
| QPR                 | 23     | West Ham Utd        | 23      |
| Luton Town          | 21     | West Bromwich       | 21      |
| Ipswich Town        | 19     | Norwich City        | 19      |
| Coventry City       | 19     | Sunderland          | 14      |
| Stoke City          | 11     | Stoke City          | 6       |

##### Rendimento casa-trasferta
| In casa             | In casa | In trasferta        | In trasferta |  |
|                     |         |                     |              |  |
| Everton             | 51      | Tottenham           | 41           |  |
| Arsenal             | 47      | Everton             | 39           |  |
| Manchester Utd      | 45      | Liverpool           | 37           |  |
| Sheffield Wednesday | 43      | Manchester Utd      | 31           |  |
| Nottingham Forest   | 43      | Southampton         | 25           |  |
| Southampton         | 43      | Chelsea             | 24           |  |
| Chelsea             | 42      | Sheffield Wednesday | 22           |  |
| Luton Town          | 41      | West Ham Utd        | 22           |  |
| Liverpool           | 40      | Nottingham Forest   | 21           |  |
| QPR                 | 39      | Watford             | 20           |  |
| Aston Villa         | 37      | Arsenal             | 19           |  |
| West Bromwich       | 37      | Aston Villa         | 19           |  |
| Newcastle Utd       | 37      | Ipswich Town        | 19           |  |
| Tottenham           | 36      | West Bromwich       | 18           |  |
| Coventry City       | 36      | Leicester City      | 17           |  |
| Watford             | 35      | Norwich City        | 16           |  |
| Leicester City      | 34      | Newcastle Utd       | 15           |  |
| Norwich City        | 33      | Coventry City       | 14           |  |
| Ipswich Town        | 31      | Sunderland          | 13           |  |
| West Ham Utd        | 29      | Luton Town          | 13           |  |
| Sunderland          | 27      | QPR                 | 11           |  |
| Stoke City          | 12      | Stoke City          | 5            |  |

### Primati stagionali
- Maggior numero di vittorie: Everton (28)
- Minor numero di sconfitte: Everton (8)
- Miglior attacco: Everton (88)
- Miglior difesa: Liverpool (35)
- Miglior differenza reti: Everton (+45)
- Maggior numero di pareggi: Sheffield Weds (14)
- Minor numero di vittorie: Stoke City (3)
- Maggior numero di sconfitte: Stoke City (31)
- Peggiore attacco: Stoke City (24)
- Peggior difesa: Stoke City (91)
- Peggior differenza reti: Stoke City (-67)

### Individuali

#### Classifica dei marcatori
Fonte:
| Gol | Rigori |  | Giocatore       | Squadra           |
| --- | ------ |  | --------------- | ----------------- |
| 24  |        |  | Gary Lineker    | Leicester City    |
| 24  | 2      |  | Kerry Dixon     | Chelsea           |
| 22  |        |  | Mark Falco      | Tottenham         |
| 21  | 3      |  | Graeme Sharp    | Everton           |
| 21  | 5      |  | Luther Blissett | Watford           |
| 19  | 1      |  | Garry Thompson  | West Bromwich     |
| 18  | 2      |  | John Wark       | Liverpool         |
| 17  |        |  | Tony Cottee     | West Ham          |
| 17  |        |  | Gary Bannister  | QPR               |
| 17  | 8      |  | Peter Beardsley | Newcastle         |
| 16  |        |  | Mark Hughes     | Manchester Utd    |
| 16  |        |  | Imre Varadi     | Sheffield Weds    |
| 16  | 4      |  | Peter Davenport | Nottingham Forest |
| 15  | 1      |  | Terry Gibson    | Coventry City     |
| 15  | 2      |  | Mick Harford    | Luton Town        |
| 15  | 7      |  | Gordon Strachan | Manchester Utd    |